# 타카다 쇼
타카다 쇼(일본어: 高田 翔, 1993년 9월 14일 ~ )는 일본의 배우이며, 쟈니즈 Jr.의 일원이다.
도쿄도 출신. STARTO ENTERTAINMENT 소속.

## 내력
2004년부터 2007년까지 스페이스 크래프트에 소속해, 극단 시키의 뮤지컬 《라이온 킹》에 출연하는 등 아역으로서 활약.
2007년 12월 19일, 쟈니즈 사무소로 이적해 쟈니즈 Jr.의 일원이 된다.
2008년 4월, 드라마 《배터리》에서는 준주역으로 발탁되고, 7월에 《정말로 있었던 무서운 이야기 여름 특별편 2008 〈폐옥의 나선〉》으로 주역을 연기하는 등, 주로 배우로서 활동하고 있다.

## 출연

### 드라마
- 케이지로엔가와 일기 제3시리즈 (2006년, NHK)
- 배터리 (2008년 4월 ~ 6월, NHK) - 나가쿠라 고 역
- 정말로 있었던 무서운 이야기 여름 특별편 2008 《폐옥의 나선》 (2008년, 후지 TV) - 주연·미야모토 카즈야 역
- 팀 바티스타의 영광 제2탄 나이팅게일의 침묵 (2009년 10월 9일, 후지 TV) - 마키무라 미즈토 역
- 드라마 특별 기획 《선술집 모헤지》 (2011년 9월 25일, TBS)
  - 선술집 모헤지 2 -당신과 나- (2013년 8월 5일)
  - 선술집 모헤지 3 -폭풍우의 사랑- (2014년 8월 4일)
  - 선술집 모헤지 4 -사랑이라는 글자- (2015년 6월 8일)
  - 선술집 모헤지 5 -어머니라는 글자- (2016년 6월 27일)
- GTO (2012년 7월 ~ 9월, 칸사이 TV) - 키쿠치 요시토 역
  - 가을 스페셜 (2012년 10월 2일)
  - 정월 스페셜 (2013년 1월 2일)
  - 졸업 스페셜 (2013년 4월 2일)
- 심리치료중-in the Room- (2013년 1월 ~ 3월, 닛폰 TV) - 타나카 슌 역
- 가면 티처 제1화 (2013년 7월 6일, 닛폰 TV) - 이마이 사토시 역
- 천국의 사랑 (2013년 10월 ~ 12월, 토카이 TV) - 시다 모토하루 역
- 블랙 프레지던트 (2014년 4월 ~ 6월, 칸사이 TV) - 마에카와 켄타 역
- 쩐의 전쟁 (2015년 1월 ~ 3월, 칸사이 TV) - 사쿠라다 신이치 역
- 토요 와이드 극장 특별 기획 〈스페셜리스트 3〉 (2015년 2월 28일, TV 아사히) - 테루야 이사무 역
- 청춘 탐정 하루야 (2015년 10월 ~ 12월, 요미우리 TV·닛폰 TV) - 쿠보데라 카즈토미 역
- 토요 프리미엄 〈일천조 엔의 몸값〉 (2015년 10월 17일, 후지 TV) - 오오타니 텟페이 역
- 사이렌 형사×그녀×완전 악녀 (2015년 10월 ~ 12월, 칸사이 TV) - 미야케 료스케 역

### 영화
- 벚꽃, 다시 한 번 카나코 (2013년 4월 6일, 쇼게이트) - 히가시야마 나오야 역
- 바이 로케이션 겉/속 (2014년 1월 18일/2월 1일, 카도카와 영화) - 카가미 사카에 역

### 무대
- 라이온 킹 (2005년 ~ 2006년, 극단 시키) - 얀구 신바 역
- PLAYZONE'07 Change2Chance (2007년)
- PLAYZONE FINAL 1986-2008~SHOW TIME Hit Series~ Change (2008년 7월 6일 ~ 8월 8일, 아오야마 극장/8월 26일 ~ 31일, 우메다 예술 극장)
- 신춘 타키자와 혁명 (2009년 1월 1일 ~ 27일, 제국 극장)
- 타키자와 연무성 '09 탓키&Lucky LOVE (2009년 3월 29일 ~ 4월 26일, 신바시 연무장)
- PLAYZONE'09 ~태양으로부터의편지~ (2009년 7월 11일 ~ 20일, 아오야마 극장)
- 나에게 불의 전차를 (2012년 11월 3일 ~ 2012년 12월 1일, 아카사카 ACT 시어터/12월 8일 ~ 11일, 우메다 예술 극장/2013년 1월 30일 ~ 2월 3일, 한국 국립극장)
- 사랑의 노래를 부르자 (2014년 1월 10일 ~ 21일, 토큐 시어터 오브/1월 25일 ~ 2월 2일, 오릭스 극장) - 타쿠마 역
- 뮤지컬 〈위대한 개츠비〉 (2016년 7월 2일 ~ 10일, 선샤인 극장/7월 13일, 아이치 현 예술 창조 센터/7월 15일 ~ 17일, 롬 시어터 교토 사우스 홀/7월 23일 ~ 24일, 신고베 오리엔탈 극장)
- 언더스터디 (2016년 9월 1일 ~ 11일, 하카타 관극장)

### 버라이어티
- 더 소년구락부 (2008년 2월 ~ , NHK-BS2·BShi)
- 백식왕 (2008년 6월 ~ 2013년 9월, 후지 TV)
- 망상 리스트 (2013년 10월 ~ 2014년 9월, 후지 TV)
- 모두의 KEIBA (2016년 1월 ~ , 후지 TV)

### 콘서트
- SUMMARY 2008 (2008년 8월 2일 ~ 9월 5일, 오다이바 아오미 J지구 특설 회장 〈Johnny's Theater〉)
- 포럼 신기록!! 쟈니즈 Jr. 1일 4공연 할거야! 콘서트 (2009년 6월 7일, 도쿄 국제 포럼)
- 여름방학 쟈니즈 Jr. 전원 집합 (2009년 8월 18일, 도쿄 국제 포럼)